# Bloembedden in Holland
Bloembedden in Holland (Flower Beds in Holland) is een schilderij van de Nederlandse kunstschilder Vincent van Gogh, in olieverf op doek, 48,9 bij 66 centimeter groot. Het werd geschilderd begin 1883 te Den Haag en toont een veld met hyacinten in verschillende kleuren. Het werk bevindt zich in de National Gallery of Art te Washington.
Het schilderij werd in 1905 gekocht door Jan Smit, die het in 1919 verkocht aan John Enthoven. Daarna ging het werk van de ene naar de andere kunsthandelaar. Uiteindelijk was het de Amerikaanse zakenman en filantroop Paul Mellon die het kocht in januari 1955 van de Knoedler Gallery te New York. In 1983 schonk hij het werk aan de National Gallery of Art.